# Łobaczew Duży (gromada)
Łobaczew Duży – dawna gromada, czyli najmniejsza jednostka podziału terytorialnego Polskiej Rzeczypospolitej Ludowej w latach 1954–1972.
Gromady, z gromadzkimi radami narodowymi (GRN) jako organami władzy najniższego stopnia na wsi, funkcjonowały od reformy reorganizującej administrację wiejską przeprowadzonej jesienią 1954 do momentu ich zniesienia z dniem 1 stycznia 1973, tym samym wypierając organizację gminną w latach 1954–1972.
Gromadę Łobaczew Duży z siedzibą GRN w Łobaczewie Dużym utworzono – jako jedną z 8759 gromad na obszarze Polski – w powiecie bialskim w woj. lubelskim na mocy uchwały nr 5 WRN w Lublinie z dnia 5 października 1954. W skład jednostki weszły obszary dotychczasowych gromad Łobaczew Duży, Łobaczew Mały, Koroszczyn, Lechuty Duże, Lechuty Małe i Samowicze ze zniesionej gminy Kobylany oraz obszary dotychczasowych gromad Samowicze, Kukuryki i Kużawka ze zniesionej gminy Bohukały w tymże powiecie. Dla gromady ustalono 24 członków gromadzkiej rady narodowej.
1 stycznia 1960 gromadę zniesiono, włączając jej obszar do gromady Błotków w tymże powiecie.